# Il labirinto dei sensi
Il labirinto dei sensi è un film del 1993 diretto da Joe D'Amato.

## Trama
La bellissima Valérie è la factotum francese di casa Chang: infaticabile ed entusiasta, è la persona giusta per riunire la famiglia, dedicando a ognuno dei membri tutte le sue particolari "attenzioni". 
 A spezzare l'idilliaca atmosfera sopraggiunge l'anziano padre del capofamiglia, un sessantenne vedovo e incredibilmente ricco: colpito infatti dal perverso fascino della sensuale Valérie, ben presto la chiede in moglie. Insospettitosi, il figlio indaga sulle reali intenzioni della ragazza, ma non può fare altro che piegarsi alle sue erotiche "capacità" persuasive. 
 Per Valérie, che accetta di sposare l'anziano vedovo, inizia così una nuova vita.